# سیارک ۳۷۴۳۲
سیارک ۳۷۴۳۲ (به انگلیسی: 37432 Piszkesteto، نامگذاری:2002AE11) سی و هفت هزار و چهارصد و سی و دومین سیارک کشف شده‌است که در ۱۱ ژانویه ۲۰۰۲ کشف شد.